# コロラド (ニール・ヤングのアルバム)
『コロラド』（Colorado）は、カナダ系アメリカ人のシンガー・ソングライター、ニール・ヤングの41枚目のスタジオ・アルバム（クレイジー・ホースとのスタジオ・アルバムは2012年以来）で、2019年10月25日にリプリーズ・レコードからリリースされた。このアルバムに先立ち、シングル「Milky Way」（2019年8月30日発売）と「Rainbow of Colors」（2019年9月12日発売）がリリースされ、1967年からヤングのマネージャーを務め、2019年6月21日に76歳で亡くなったエリオット・ロバーツに捧げられている。1971年以来、クレイジー・ホースのメンバーとして初めてニルス・ロフグレンが参加したアルバムでもある。

## 背景
『コロラド』は、ヤングにとって2012年の『サイケデリック・ピル』以来となるクレイジー・ホースでのアルバムである。2014年のヨーロッパ・ツアー後、ギタリストのフランク"ポンチョ"サンペドロは両手の関節炎のためグループを引退した。バンドは活動を休止し、ヤングはルーカスとマイカ・ネルソンのプロミス・オブ・ザ・リアルで3枚のアルバムをレコーディングした。サンペドロ抜きの2018年の初ライヴとコロラド公演のために、ヤングは長年のコラボレーターであるニルス・ロフグレンをギターに起用した。
ヤングはこのアルバムをコロラド州テルユライド近郊でレコーディングしたが、これはマリブの2軒目の家を火事で失った後、妻のダリル・ハンナと暮らすために引っ越した後の新居である。

## 作詞作曲
過去数枚のアルバムと同様、歌詞の多くは社会問題から着想を得ている。2021年の自身のウェブサイトへの投稿で、ヤングは 「Rainbow of Colors 」を次のように説明している。「アメリカの多様性と、白人至上主義の港から攻撃を受けてもなお、それがいかに強いものであるかを歌ったものだ。白人至上主義は現在、ここアメリカでは急速に死につつあるが、国土安全保障省は、アメリカ全土で暴力の根本原因となっている。国土安全保障省は、今日のアメリカ国内における平和への最大の脅威と呼んでいる」。2019年の投稿でヤングは、世界が社会的・環境的課題に対処しようとするなか、団結の緊急性を説いている：
「Rainbow of Colors」は、アメリカと全世界についての歌だ。この曲のアイデアは、私たちはみんな一緒に属しているということ。私たちを人種や色で分けるのは古い考えであり、その時代は過ぎ去った。地球が気候変動の直接的な影響下にある今、私たちは危機的状況にある。私たちの指導者たちは、絶えずこの点を指摘していない。自分たちの思惑ばかりに気を取られ、木を見て森を見ずになっている。なぜなら、私たちはみな脅かされているからだ。気候変動は、私たちが長い間必要としてきた求心力である。気候変動が到来した今、私たちはそれを認識し、兄弟姉妹を敵視するのをやめて、代わりに彼らを助けなければならない。私たちは皆、一緒なのだから。
彼のウェブサイトに2019年に掲載された記事によると、『Help Me Lose My Mind』は心的外傷後ストレス障害の克服をテーマにしている。
「Green Is Blue」は気候変動を扱っている。ヤングはNPRにこう説明している： 「多くの人に、この地球上で何が起こっているのか、私にとっては明白なことなのだが、それを知ってもらいたい。私は、なぜ人々がそれを理解しないのかわからない。あるいは、もしわかっているのなら、なぜ理解しようとしないのだろうか？」

## レコーディング
このアルバムは、2019年4月に11日間にわたってコロラド州テルユライド近郊のスタジオ・イン・ザ・クラウドでレコーディングされた。ヤングとグループはレコーディング中、スタジオの標高9200フィートに対抗するために酸素を使用した。ヤングはコナン・オブライエンに次のように回想している。
「このレコードは、11日間ぶっ通しで作ったものなんだ。私がすべてを書き上げ、私たちはそのレコードの制作に入り、レコード制作のドキュメンタリーを制作した。その時間の中ですべてを作り上げた、本当に特別なレコードなんだ！最初のうちは慣れるまで大変だよ。物事に携わるとエネルギーをたくさん使うし、使うのをやめて初めて自分がどれだけエネルギーを使っているかに気づく。エネルギーはゼロだ、『 エネルギーがゼロで、息もできない』ってね。だから、万が一に備えて、最初のうちは（酸素ボンベを）用意しておかなければならなかったんだ。
ヤングはこのセッションのドキュメンタリー『Mountaintop』も制作している。
このアルバムに収録されている曲のうち3曲は、前年の冬にミネアポリスとウィニペグでライヴ録音され、セッション中にオーバーダビングされたものだ。ヤングはこう説明する。「私たちは、何が起こるか確かめるために、それまでやったことのないことをやり始めたんだ。曲を作るたびに、それが何を意味するのか、どう感じるのかを定義する機会になる。だから、（ライブで）曲をやっているときにそれを感じたら、もうその曲は終わっているんだ。その感覚を得るのは一度きりなんだ。だから、いくつかの曲でその感覚を味わった。もう二度とやりたくないと思った」。

## 評価
| 専門評論家によるレビュー | 専門評論家によるレビュー |
| 総スコア                 | 総スコア                 |
| 出典                     | 評価                     |
| ------------------------ | ------------------------ |
| Metacritic               | 79/100                   |
| レビュー・スコア         |                          |
| 出典                     | 評価                     |
| AllMusic                 | [ 9 ]                    |
| Clash                    | 8/10                     |
| Exclaim!                 | 9/10                     |
| The Guardian             | [ 12 ]                   |
| NME                      | [ 13 ]                   |
| The Observer             | [ 14 ]                   |
| Pitchfork                | 7.4/10                   |
| Rolling Stone            | [ 16 ]                   |
| Slant Magazine           | [ 17 ]                   |

コロラドは批評家から概ね好意的な評価を受けた。批評家のレビューを100点満点で評価するメタクリティックでは、19のレビューに基づき、このアルバムは「おおむね好意的な評価」を示す平均79点を獲得した。

## 収録曲
| #         | タイトル                 | 作詞  | 作曲・編曲 | 時間  |
| --------- | ------------------------ | ----- | ---------- | ----- |
| 1.        | 「Think of Me」          |       |            | 3:02  |
| 2.        | 「She Showed Me Love」   |       |            | 13:36 |
| 3.        | 「Olden Days」           |       |            | 4:04  |
| 4.        | 「Help Me Lose My Mind」 |       |            | 4:14  |
| 5.        | 「Green Is Blue」        |       |            | 3:48  |
| 6.        | 「Shut It Down」         |       |            | 3:43  |
| 7.        | 「Milky Way」            |       |            | 5:59  |
| 8.        | 「Eternity」             |       |            | 2:43  |
| 9.        | 「Rainbow of Colors」    |       |            | 3:35  |
| 10.       | 「I Do」                 |       |            | 5:37  |
| 合計時間: | 合計時間:                | 50:21 |            |       |

## 参加ミュージシャン
- ニール・ヤング - リード・ヴォーカル、ギター、アコースティック・ピアノ、ヴァイブ、ハーモニカ、グラス・ハーモニカ、プロダクション
- ニルス・ロフグレン - ギター、ピアノ、ポンプ・オルガン、タップ、ヴォーカル
- ビリー・タルボット - ベース、ヴォーカル
- ラルフ・モリーナ：ドラムス、ヴォーカル
- ジョー・ヤンキー（ニール・ヤングの変名） - グラス・ハーモニカ

制作スタッフ
- ジョン・ハンロン - プロデュース、エンジニアリング、ミキシング
- ダリル・ハンナ - カバーアート、写真
- ドルー・ドゲット - 写真
- アンバー・ヤング - カバーアート
- アダム・CK・ヴォリック - 見開き写真
- ドン・マイケル・サンプソン - カバーアート
- ダニエル・タスカ、アレックス・テンタ - アート・コーディネート
- ダナ・ニールセン - 録音、編集
- フィリップ・ブルサード、リン・ピーターソン、グレッグ・ネイラー、ロブ・バイゼル、ディラン・ノイスタッター - エンジニア補佐
- クリス・ベルマン - マスタリング
- エリオット・ロバーツ - ディレクション